# Улица Швецова (Санкт-Петербург)
Улица Швецо́ва — улица в Кировском районе Санкт-Петербурга. Проходит от Кировской площади до Михайловского переулка

## История переименований
- Некрасовский переулок (1900—1900)
- Некрасовская улица (1903—1917)
- Бородин переулок (1900-е — 1917)
- Некрасовская улица (1918 — 18.05.1922)
- улица Швецова (с 18.05.1922)

## История

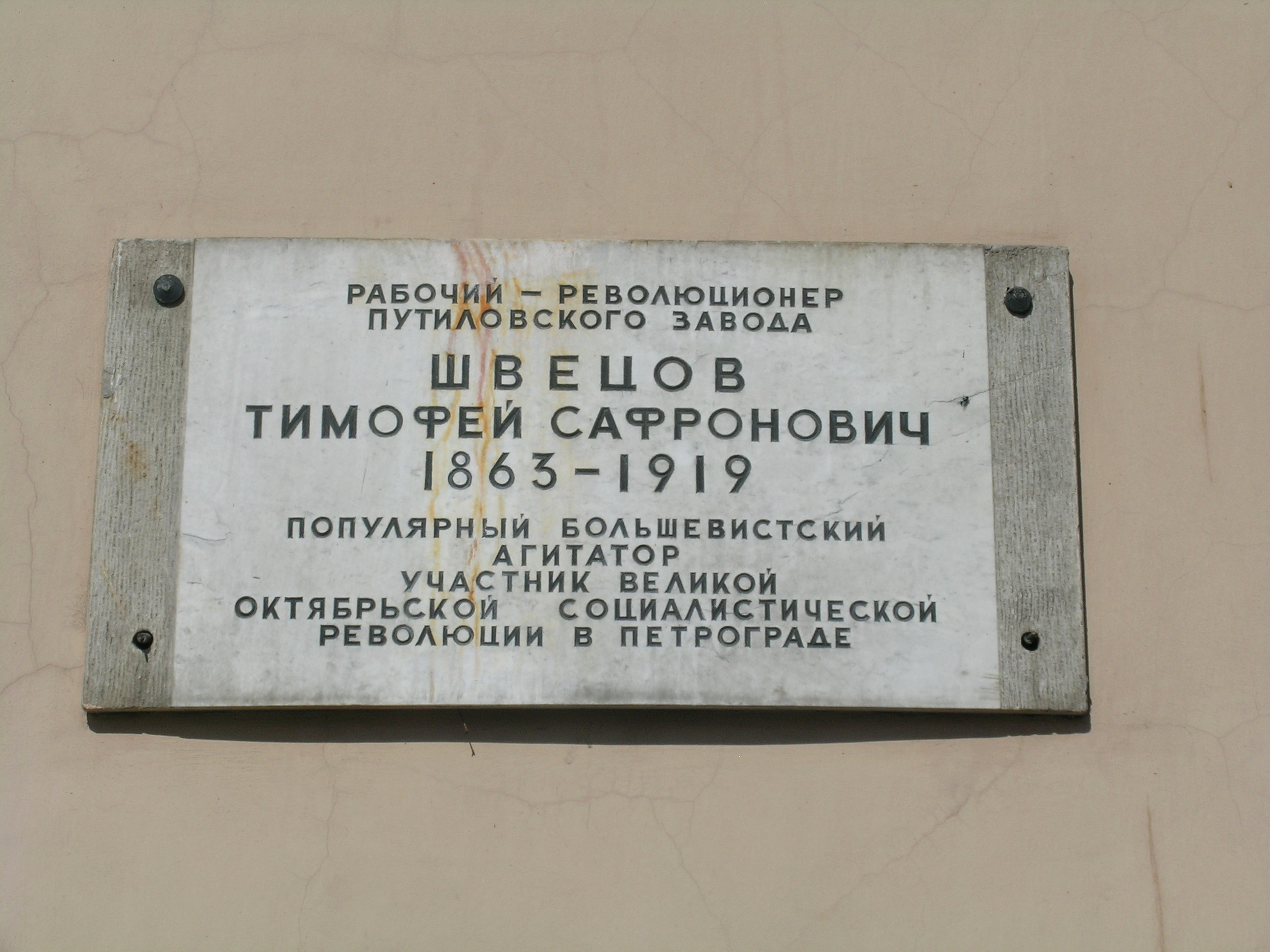
Мемориальная доска. Рабочий — революционер Путиловского завода Швецов Тимофей Сафронович 1863—1919 популярный большевистский агитатор, участник Великой Октябрьской социалистической революции в Петрограде

Улица Швецова проходит от проспекта Стачек до Михайловского переулка.
Улица была застроена в начале XX века и называлась тогда Некрасовской улицей. С октября 1923 года эта улица носит имя старого путиловца, агитатора Нарвского комитета партии Тимофея Сафроновича Швецова (1863—1919). Т. С. Швецов много лет работал на Путиловском заводе. В 1917 году он вступил в ряды РСДРП(б). Его поставили во главе агитаторского коллектива Нарвской заставы. Т. С. Швецов принимал активное участие в подготовке Октябрьского вооруженного восстания, в налаживании рабочего контроля над производством.
Т. С. Швецов умер в 1919 году. Его похоронили на Красненьком кладбище, где находятся могилы революционеров-путиловцев.
- ЦГАИПД СПб. Фонд Р-1728. Опись 1-109. Дело 866365 ШВЕЦОВ ТИМОФЕЙ САФРОНОВИЧ